# Derde Stoottroepenleger
Het 3e Stoottroepenleger (Russisch: "3-я ударная армия" Tretja oedarnaja armija) was een leger van het Rode Leger gecreëerd tijdens de Tweede Wereldoorlog. De taak van de stoottroepenlegers was om specifieke complexen aan te vallen en belangrijke vijandelijke eenheden te vernietigen. De stoottroepenlegers waren uitgerust met meer pantser- artillerie-eenheden dan andere legers met gecombineerde wapens. Zo nodig werden de stoottroepenlegers versterkt met gemechaniseerde-, tank- en cavalerie formaties en eenheden. Tijdens de Tweede Wereldoorlog bevatte sommige stootlegers pantsertreinen en vliegtuigen.

## Formatie
Het leger was ontstaan uit de 1e formatie van het 60e Leger, die was gevormd in het militair district Moskou in november 1941. In eerste instantie bestond het 60e Leger uit de 334e, 336e, 348e, 352e, 358e, 360e RDs en de 11e Cavaleriedivisie. Het stoottroepenleger kreeg de taak om de linkeroever van de Wolga van Oenzja tot Kozmodemjansk te versterken.
Het 60ste Leger was omgevormd tot het 3e Stoottroepenleger op 25 december 1941, onder bevel van luitenant-generaal Maksim Poerjakev. Op 1 januari 1942 bestond het leger uit diverse (onafhankelijke) divisies fuseliers, een aantal artilleriestukken en wat andere eenheden. Het stoottroepenleger was ook bijzonder omdat het over eigen vliegtuigen beschikte, conform de visie van de beoogde operationele doctrine.

## Veldtocht
Het was oorspronkelijk een deel van de Moskou Verdedigingszone in de Reservisten van Opperste Hoog Bevelhebber (RVGK). Het 3e Stoottroepenleger was echter al snel verplaatst naar het Noordwestelijk Front (vanaf 27 december 1941) als onderdeel van het Moskou tegenoffensief. De zaken werden er niet beter op door het gebrek aan voorraden, verergerd door verschrikkelijke communicatie; de aanvalstroepen kregen geen behoorlijke maaltijd vóór het offensief door voedseltekorten.
Desondanks begon het offensief na een paar dagen te rollen (Toropets-Cholmoffensief), Het 3e Stoottroepenleger naderde Cholm, maar was gevaarlijk gescheiden van zijn buur, het 4e Stoottroepenleger. Tegen midden januari had het 3e Stoottroepenlager Cholm omsingeld en hadden zijn voorste eenheden de weg tussen Cholm en Toropets afgesneden. Cholm zelf was op 22 januari omsingeld, maar niet ingenomen tot 5 mei. Met enig succes in het vooruitzicht, verbreedde Jozef Stalin de doelstellingen van de operatie en dirigeerde met een Stavka richtlijn het 3e Stoottroepenleger, als deel van de grotere operatie, naar Velikije Loeki en van daaruit naar Vitebsk, Orsja en Smolensk. Twee dagen later, werd het 3e Stoottroepenleger van het Noordwestelijk Front naar het Kalininfront overgeplaatst. Er waren echter steeds minder troepen beschikbaar voor de grote taken die Stalin voor ze had. Het leger kwam niet verder dan Velikije Loeki (maar hadden het dorp niet ingenomen) door verhardende Duits verzet en tekorten aan voedsel, brandstof en munitie. Velikije Loeki werd uiteindelijk ingenomen door het Kalinin Front op 17 januari 1943.
Het legers volgende grote onderneming was als onderdeel van het Nevel-Gorodokoffensief in oktober/november 1943. Nevel was aan het begin van het offensief ingenomen, op 6 oktober. Kalinin Front was omgedoopt tot het 1e Baltische Front op 13 oktober 1943, en gebruikte onder Andrej Jeremenko twee legers over de linkerflank, het 43ste en 49ste, om zo de aandacht van de Duitsers af te leiden van de bulk het Front. De 3e en 4e Stoottroepenlegers tegen het 3e Pantserleger geconcentreerd in de omgeving van Nevel. Hierdoor zouden de Sovjets beide kanten van de routes die naar het achterste van Heeresgruppe Nord domineren en belangrijke spoorovergangen afsnijden.
Na het Staraja Roessa-Novorzjevoffensief (februari 1944), was het legers volgende aanval een deel van het offensief van het 2e Baltische Front in juli 1944 - het Rēzekne-Dvinaoffensief. Het begon op 10 juli, op 12 juli had het 3e Stoottroepenleger de rivier de Velikaja bereikt, de bruggen veroverd ondanks de springstofladingen die de Duitsers erop hadden gelegd, en flankeerde het Idritsa. Idritsa was diezelfde dag bevrijd. Vijf dagen later bevrijdde het leger Sebezj na een diepe flankerende beweging. Rezekne was veroverd op 27 juli 1944, met behulp van het 10e Garde Leger. Het 2e Baltische Front was nu in centraal Letland en op 1 augustus marcheerden de legers weer met het 3e Stoottroepenleger de opdracht om naar het zuiden het Lubāns-meer en door naar het zuiden van Madon, maar nadat de Sovjettroepen Krustpils veroverd hadden volgde enige zware gevechten met weinig succes. Op 19 augustus forceerde het 3e Stoottroepenleger een corridor over een zijrivier van de Westelijke Dvina, de Oger. Toen moest het echter een sterke Duitse aanval afweren opgezet door drie divisies met luchtsteun. Langzaamaan verplaatsten de Sovjets zich naar Riga, maar de nadruk was nu op het zuiden gelegd en het 2e Baltische Front vervulde vanaf begin oktober een steunende rol tegenover Ivan Bagramjans 1e Baltische Front, wat in hoog tempo naar de Baltische kust bewoog om de resterende verbinding tussen de Duitse troepen in Oost-Pruisen en die in Letland en Estland los te snijden. Riga viel op 13 oktober en de overgebleven Duitse troepen in de omgeving werden bijeengedreven in het Koerland-gebied.
Het 3e Stoottroepenlager nam toen deel aan de blokkade van het geïsoleerde Koerland-gebied. De eerste Sovjetaanvallen startten op 16 oktober. Tegen het einde van oktober bleek echter dat ondanks een aantal kleine successen er weinig hoop op een volledig succes bestond. Het leger trok naar het zuiden. Het 3e Stoottroepenleger werd onderdeel van het 1e Wit-Russische Front op 31 december 1943. Het 3e Stoottroepenleger werd in het tweede echelon geplaatst voor de Warschau-Poznanoperatie, een strategisch offensief. Het 3e Stoottroepenleger viel richting Poznań aan onder Zjoekovs 1e Wit-Russische Front. Daarna nam het deel aan het Wisła-Oderoffensief tussen 12 januari en 3 februari 1945.
Terwijl het leger tijdens het Pommerenoffensief snel door Polen manoeuvreerde in maart 1945, bevrijdde het een aantal steden: Vangerin en Labes. Dit deed het samen met de troepen van het 1e Garde Tankleger op 3 maart en Chociwel en Resko op 4 maart. Diezelfde dag in samenwerking met het 1e Poolse Leger en het Sovjet 1e Garde Tankleger betrad het 3e Stoottroepenleger Drawsko Pomorskie.
Een dag later betrad het 3e Stoottroepenleger Gjoeltsov en op 6 maart Kamień. Het 3e Stoottroepenleger betrad Stepnica op 7 maart en bevrijdde Goleniów samen met het 2e Garde Tankleger.
Het leger was in het tweede echelon van het 1e Wit-Russische Front bij de Slag om Berlijn.
In april 1945 had het 3e Stoottroepenleger (gestationeerd in Stendal) nog steeds als onderdeel van het 1e Wit-Russische Front de volgende grote formaties en eenheden:
- 7e Korps Fuseliers (146e, 265e, 364e Divisies Fuseliers)
- 9e Tank Korps (23e, 95e, 108e tank en 8e gemotoriseerde brigades fuseliers)[10]
- 12e Korps Garde Fuseliers (23e Garde, 52e Garde, 33e Divisie Fuseliers)
- 79e Korps Fuseliers (150e, 171e, 207e Divisie Fuseliers)
- 1455e Onafhankelijk gemechaniseerd regiment aanvalsartillerie
- 1508e Onafhankelijk gemechaniseerd regiment aanvalsartillerie

Het leger nam op 23 april 1945 Pankow in, een voorstad van Berlijn. Een week later zetten twee regimenten van de 150e Divisie Fuseliers, 79ste Korps Fuseliers de vlaggen van de Sovjet-Unie op de Reichstag op 30 april 1945, waarvan er één bekend was en één een Overwinningsvaandel waarop stond "150e Fuseliers, Orde van Koetoezov 2de klasse, 'Idritskaja' Divisie, 79ste Korps Fuseliers, 3e Stoottroepenleger, 1e Wit-Russische Front". Een toekomstig bevelhebber van het leger, Valentin Varennikov, heeft ook het bevel gevoerd over de erewacht van de "Overwinningsvlag". Het einde van de dienst van het leger kwam met het einde van de gevechten om Berlijn op 8 mei 1945.
Na de Tweede Wereldoorlog maakte het 3e Stoottroepenleger deel uit van de Groep van Sovjetstrijdkrachten in Duitsland.